# Ernost du Bec
Ernost du Bec est un évêque de Rochester de la deuxième moitié du XIe siècle.

## Biographie
Moine du Bec, il succède à Siward comme évêque de Rochester. 
Il est consacré au début de l'année 1076. Il meurt peu après vers le 15 juillet 1076.